# Chitroși, Bârzula
Fedosiivka (în ucraineană Федосіївка) este un sat în comuna Ocna din raionul Bârzula, regiunea Odesa, Ucraina.

## Demografie
Componența lingvistică a localității Chitroși
     Ucraineană (89,05%)
     Română (9,05%)
     Rusă (1,9%)
Conform recensământului din 2001, majoritatea populației localității Chitroși era vorbitoare de ucraineană (89,05%), existând în minoritate și vorbitori de română (9,05%) și rusă (1,9%).

## Vezi și
- Românii de la est de Nistru